# Echinocolea
Echinocolea là một chi rêu trong họ Lejeuneaceae.